# Kavála
Kavála (görögül Καβάλα) Észak-Görögország második legnagyobb városa, Kelet-Makedónia legfontosabb kikötője és Kavála prefektúra székhelye. A Kaválai-öböl partján fekszik, Thászosz szigetével átellenben.

## Éghajlat
| Hónap                         | Jan. | Feb. | Már. | Ápr. | Máj. | Jún. | Júl. | Aug. | Szep. | Okt. | Nov. | Dec. | Év   |
| ----------------------------- | ---- | ---- | ---- | ---- | ---- | ---- | ---- | ---- | ----- | ---- | ---- | ---- | ---- |
| Átlagos max. hőmérséklet (°C) | 9,7  | 10,9 | 13,7 | 18,0 | 22,9 | 27,3 | 30,1 | 30,6 | 25,6  | 19,9 | 15,7 | 11,3 | 19,7 |
| Átlagos min. hőmérséklet (°C) | 4,2  | 5,5  | 7,8  | 11,6 | 16,3 | 20,5 | 23,1 | 23,7 | 19,1  | 14,0 | 10,1 | 5,7  | 13,5 |
| Átl. csapadékmennyiség (mm)   | 58   | 65   | 68   | 38   | 49   | 52   | 25   | 21   | 50    | 65   | 49   | 62   | 601  |
| Forrás: meteokav.gr           |      |      |      |      |      |      |      |      |       |      |      |      |      |

## Története
A várost pároszi telepesek alapították a Kr. e. 6. században, Neapolisz néven. A város ebben az időben Filippi kikötője volt. Szent Pál apostol első európai útján itt szállt partra. 1371 és 1912 között az Oszmán Birodalom része volt. A 16. század közepén Pargali Ibrahim, I. Szulejmán görög születésű nagyvezíre vízvezetéket építtetett a város ellátására. Itt született 1769-ben Muhammad Ali, Egyiptom későbbi uralkodója.

## Sport
A városban nagy népszerűségnek örvend a sport. Az AÓ Kavála sportegyesülete számos sportágban nevel ki tehetséget, mint például a neves görög labdarúgót, Theódorosz Zagorákiszt.
A város labdarúgócsapata a görög élvonalban szerepel.

## Közlekedés

### Légi
A város repülőtere a Kaválai nemzetközi repülőtér.

## Híres kaválaiak
- Despina Vandi, énekesnő
- Muhammad Ali, egyiptomi uralkodó
- Theódorosz Zagorákisz, labdarúgó